# Washingtonia filifera
Espèce
Classification phylogénétique
Statut de conservation UICN

 NT  : Quasi menacé
Washingtonia filifera, le palmier à jupon, palmier de Californie ou même palmier jupon de Californie, est une espèce de palmiers (famille des Arecaceae) appartenant au genre Washingtonia (les palmiers jupons).

## Habitat et distribution

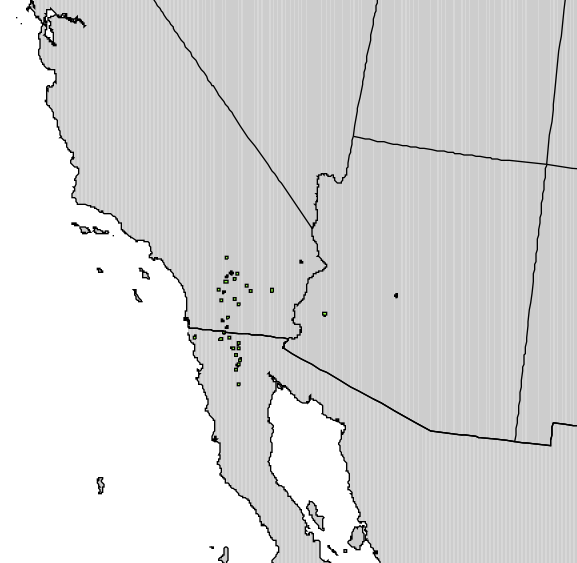
Distribution naturelle.

Il est originaire du Sud-Ouest des États-Unis (Californie, du sud-ouest de l'Arizona) et du nord-ouest du Mexique, où il se développe en colonies, dans les gorges et les canyons humides des régions arides.
L'espèce est très cultivée en dehors de son habitat naturel, notamment dans les pays tempérés, pour sa bonne résistance au froid qui avoisine les - 10°/−12 °C. Elle est réputée plus résistante aux basses températures que Washingtonia robusta. Elle a de plus une croissance très rapide et est souvent plantée dans les villes et dans les jardins pour sa valeur ornementale.
Elle est considérée comme envahissante à Hawaï et en Australie dans la région de Perth.

## Description

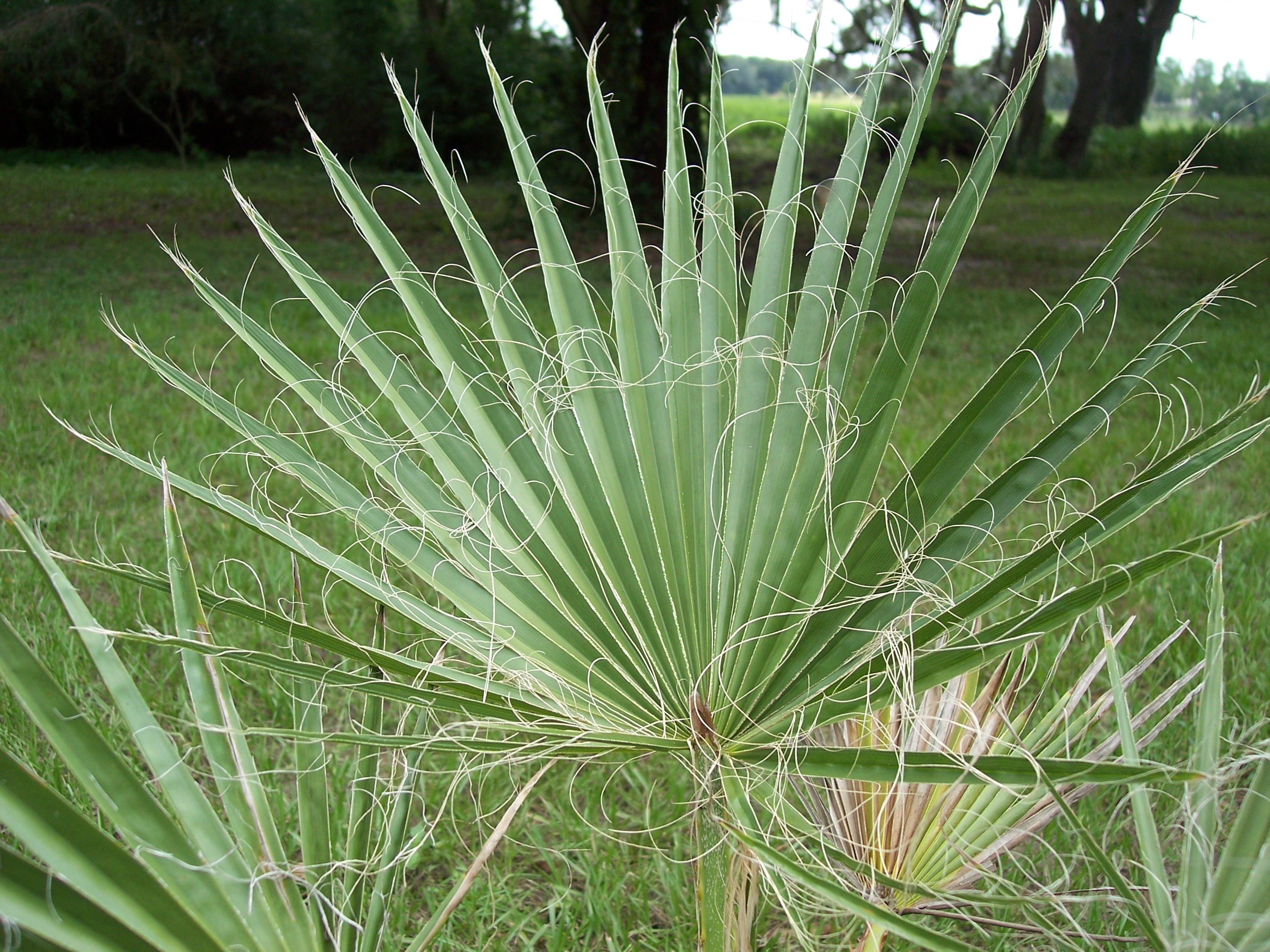
Feuilles, avec les fibres caractéristiques de l'espèce.

Le palmier jupon mesure jusqu'à 23 m de hauteur, le stipe peut atteindre plus de vingt mètres de hauteur. Comparé à son cousin Washingtonia robusta, Washingtonia filifera pousse moins haut mais est plus robuste et imposant (à l'inverse de ce que semble indiquer les noms scientifiques), avec un stipe plus épais et souvent bien droit, portant une couronne de feuilles plus large.
Les feuilles sont larges et palmées, avec un pétiole de près de 2 m de long, prolongé par une palme arrondie composée de nombreuses folioles de presque 2 m de long, qui s'effilochent en de nombreux fils fibreux, à l'origine de l'épithète spécifique filifera, « qui porte des fils ».
L'inflorescence très dense mesure environ 5 m de long, elle est composée de fleurs bisexuées blanches. Les fruits sont des drupes ovales. Parvenus à maturité, ils prennent une couleur marron-noir. Ils mesurent de 6 à 10 mm de diamètre. Ils sont composés d'une graine unique recouverte d'une fine couche de chair.

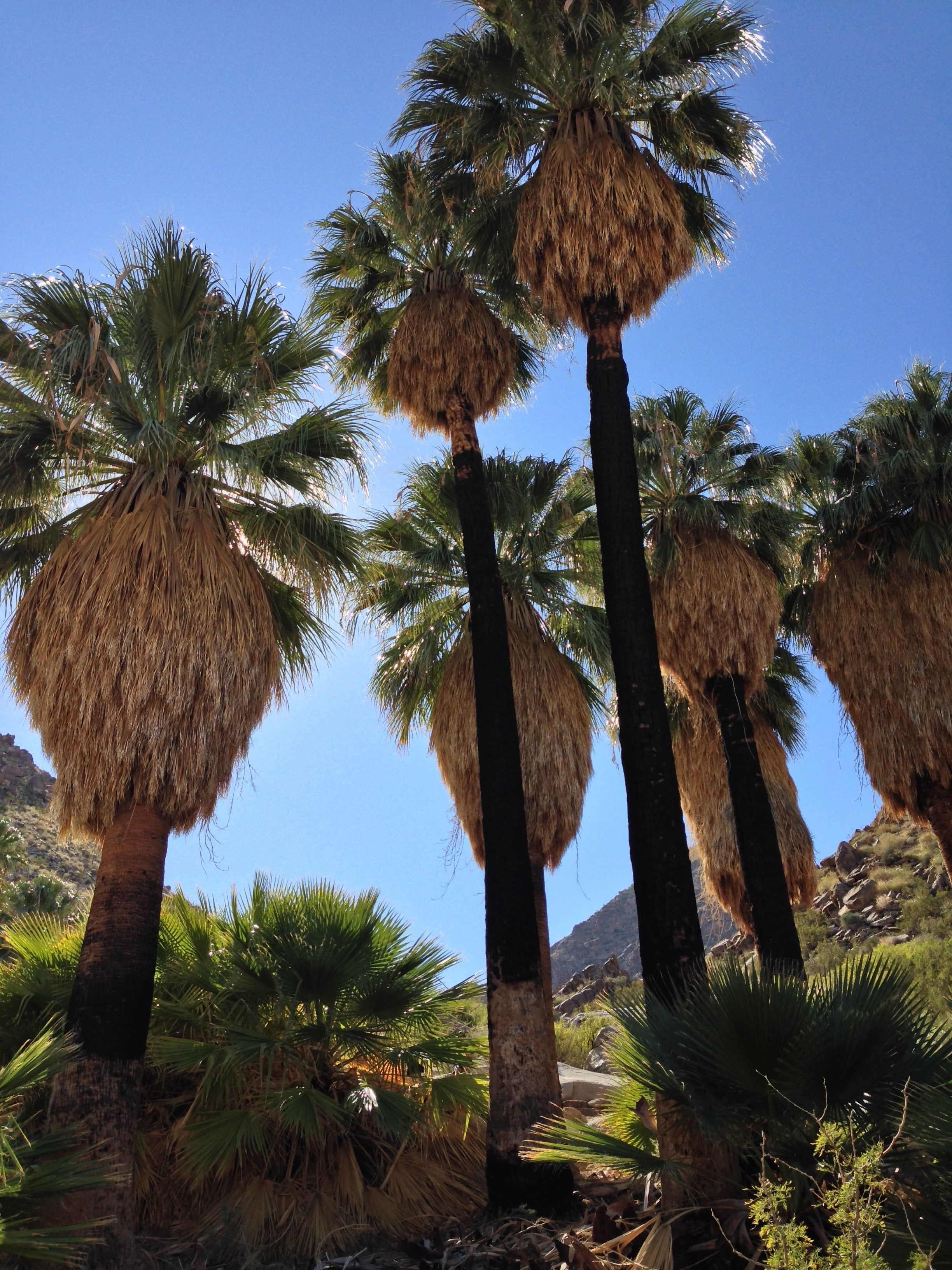
Washingtonia filifera dans le parc national de Joshua Tree, Californie.
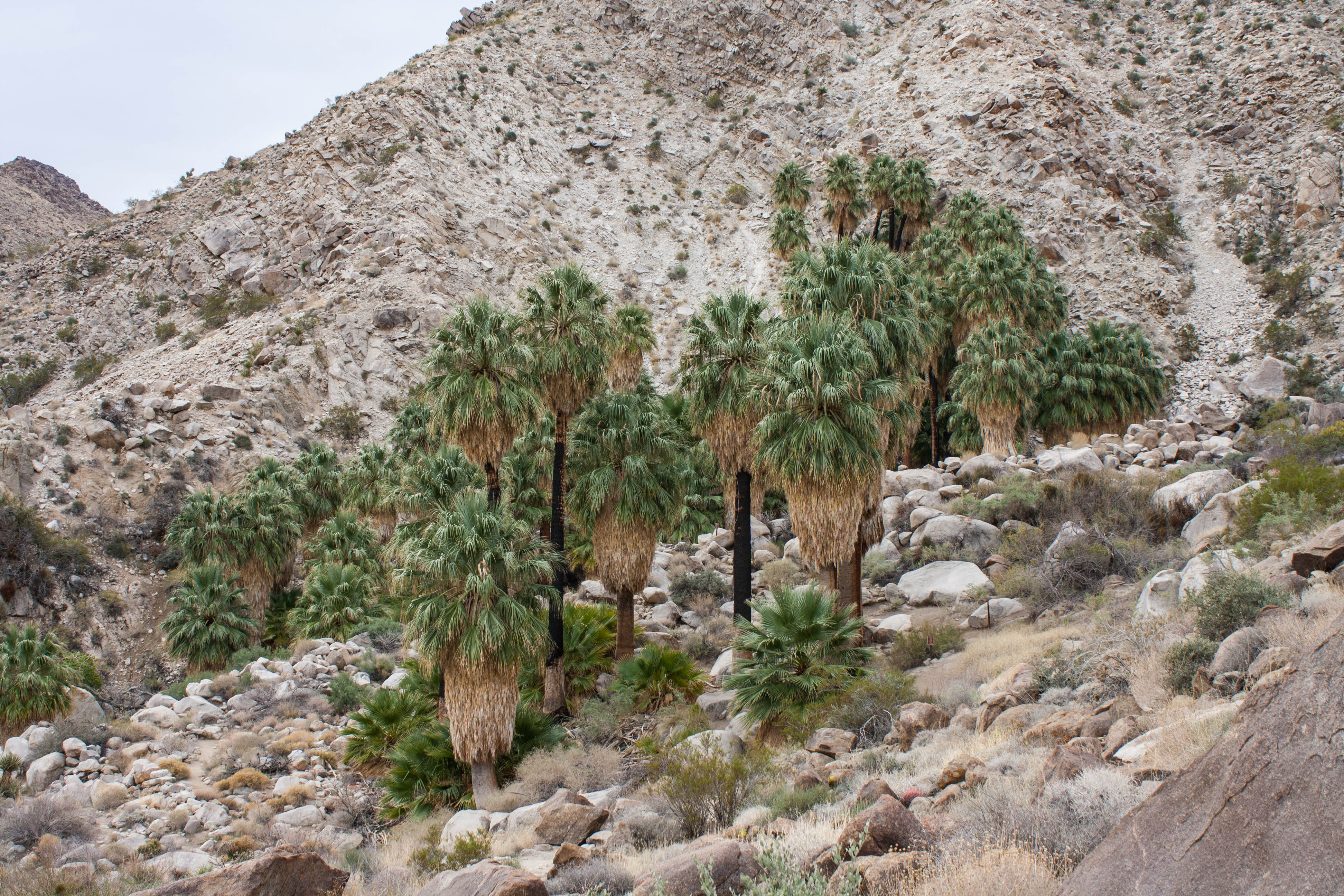
Un groupe de palmier poussant où il y a de l'eau, parc national de Joshua Tree.
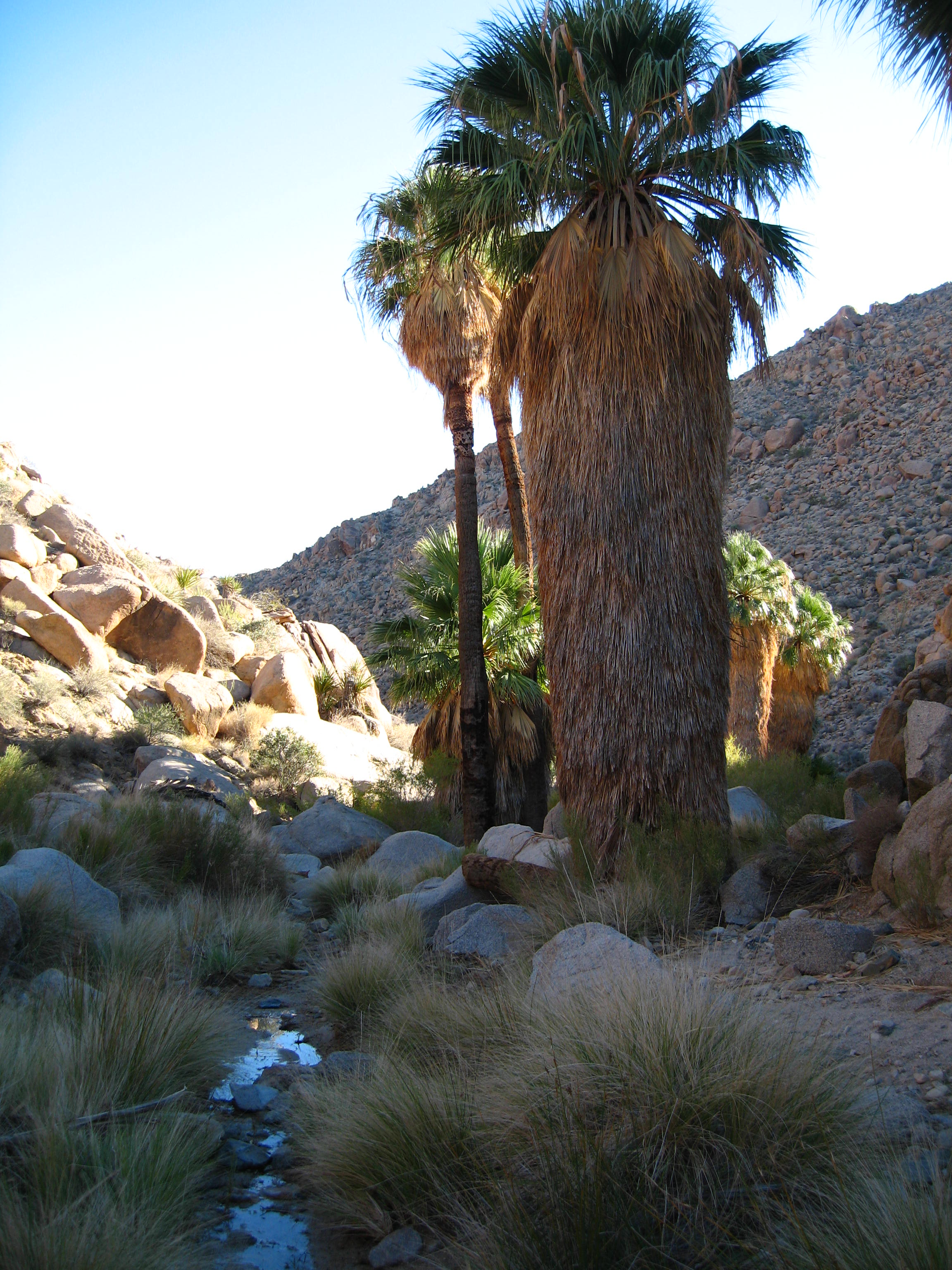
Certains spécimens ont le stipe entièrement couvert par les anciennes feuilles.
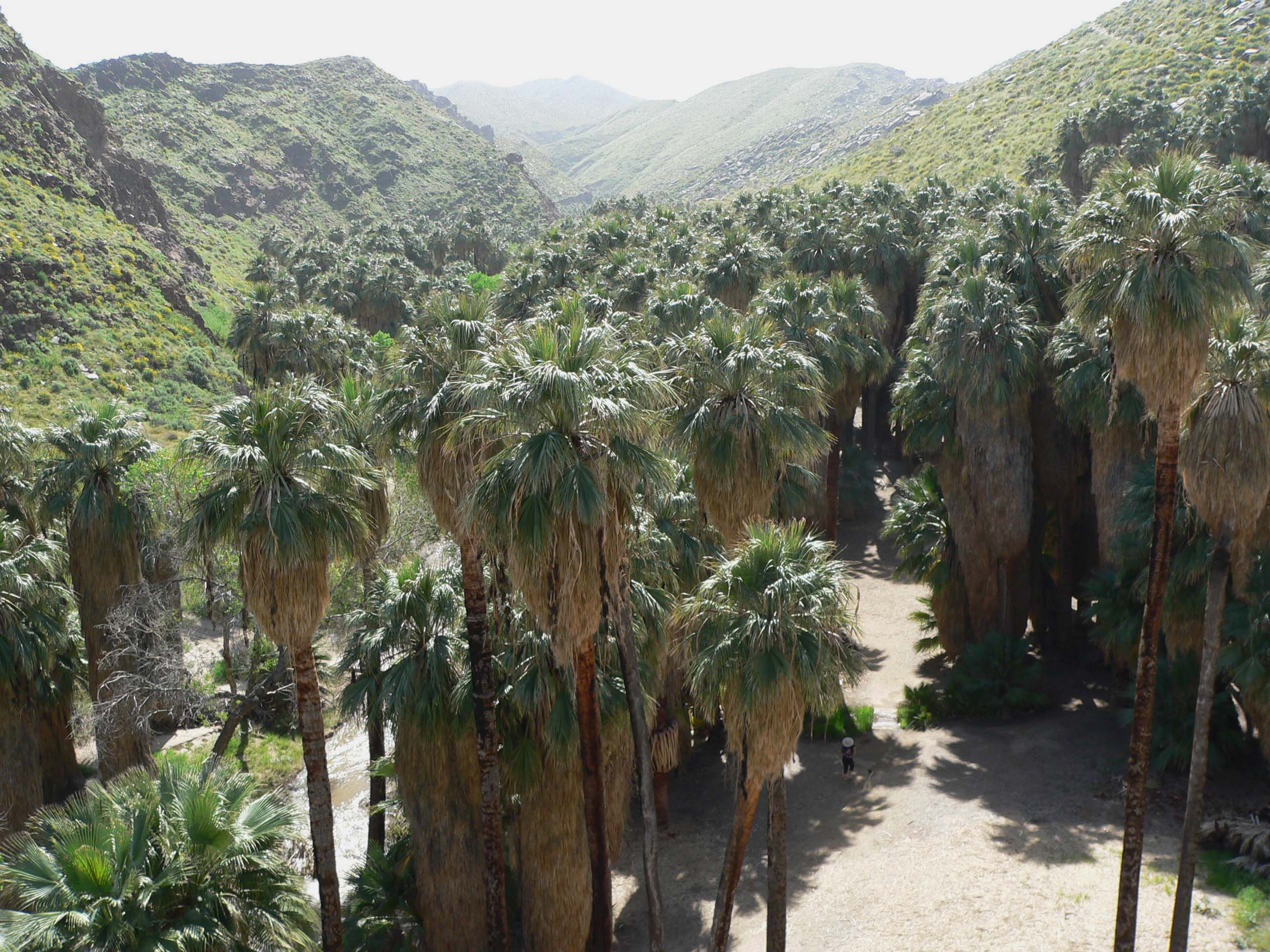
Palmeraie naturelle de Palm Canyon, Californie.
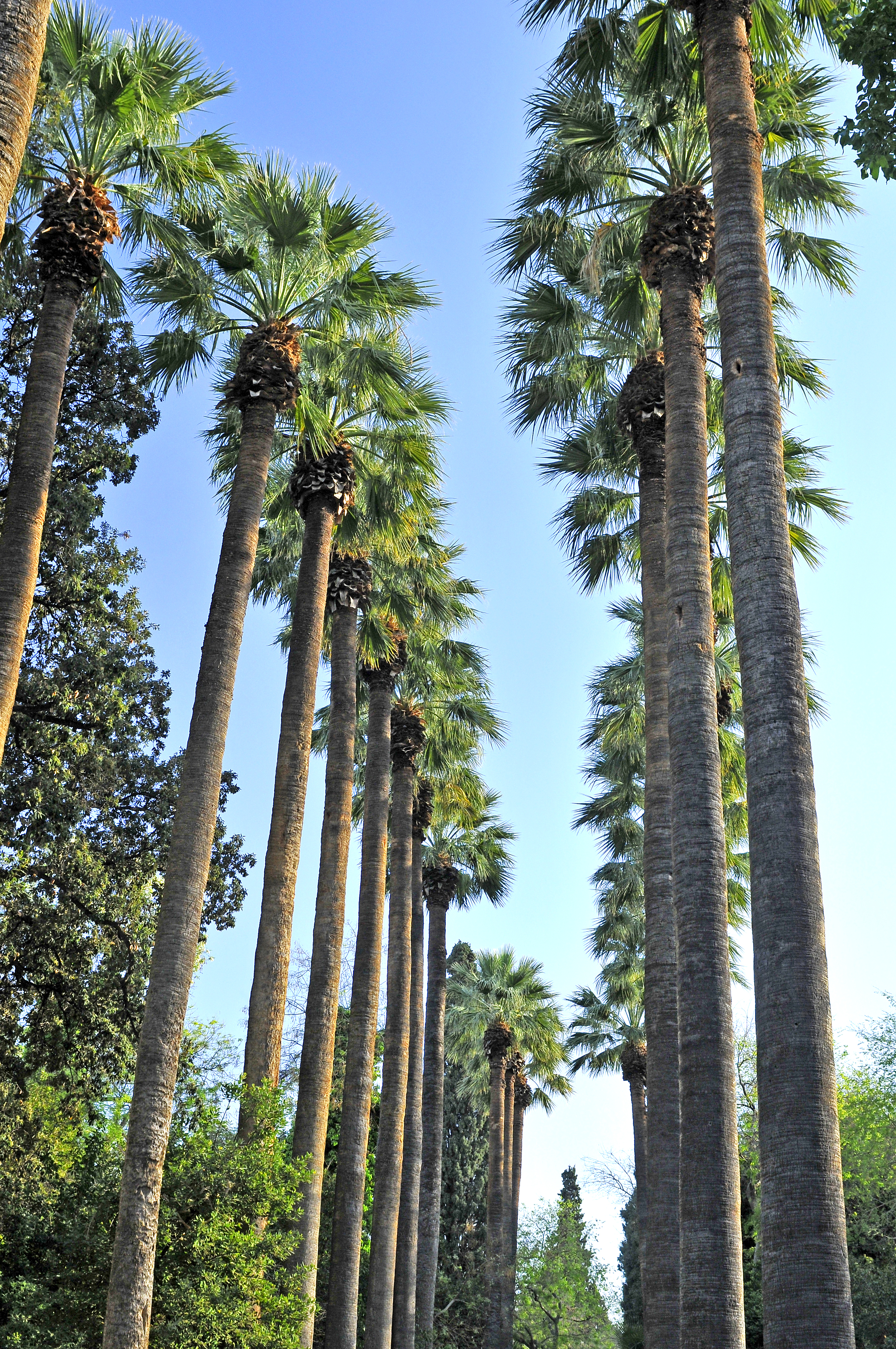
Allée de vieux Washingtonia filifera entretenus au Jardin national d'Athènes, Grèce.
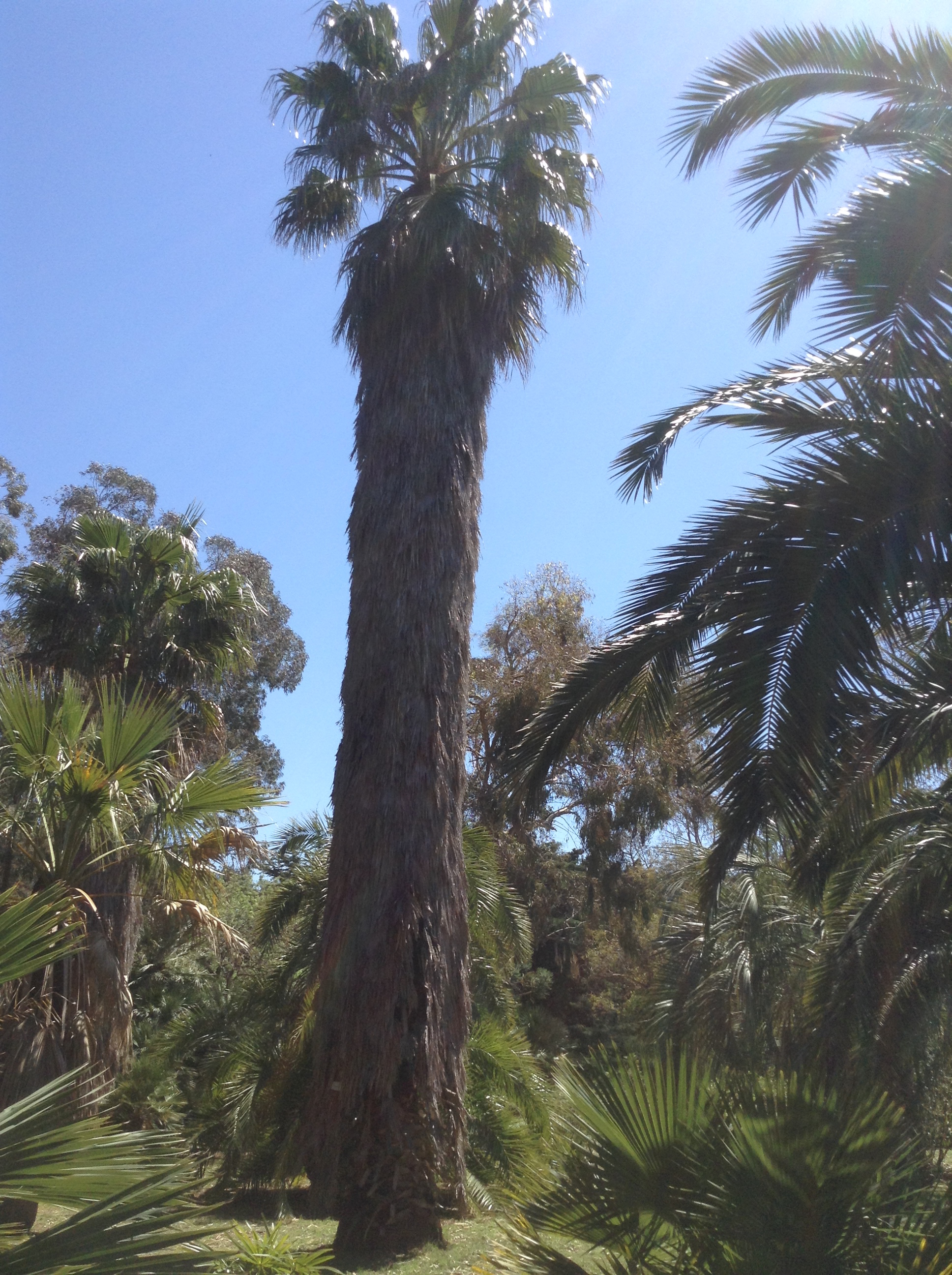
Washingtonia filifera dans l'île de Lokrum, près de Dubrovnik, Croatie.

## Utilisation

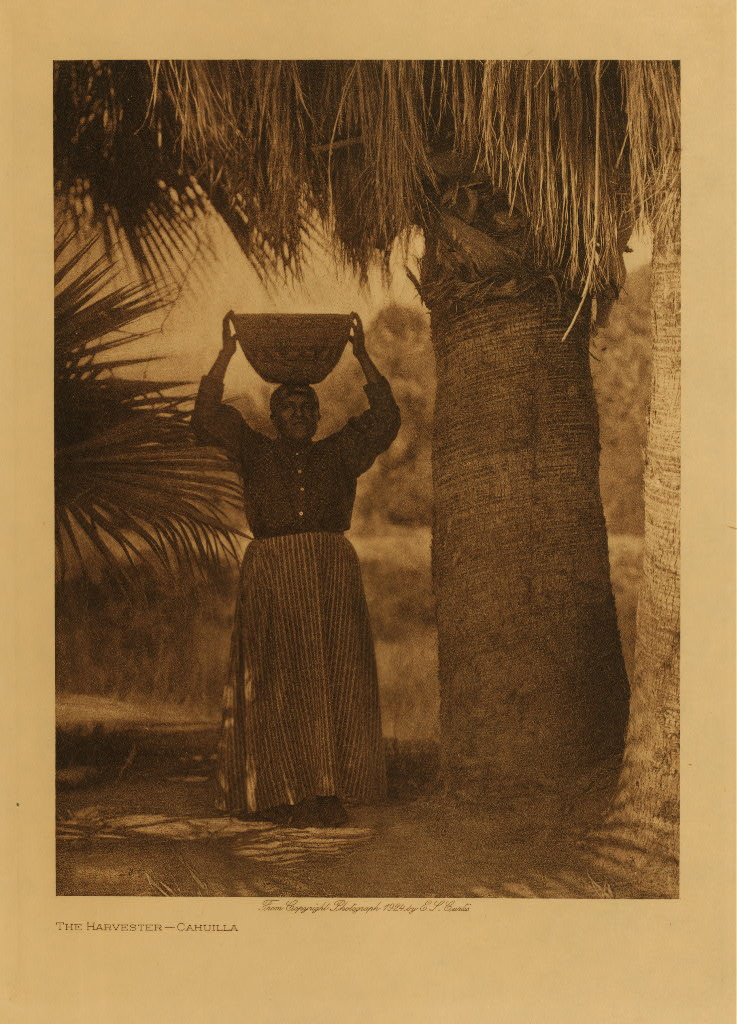
Cahuilla récoltant les fruits de palmier au début du XXe siècle.

Les Amérindiens utilisaient leurs feuilles comme chaume et faisaient de la farine avec les fruits de Washingtonia filifera, qui sont comestibles et présentent de bonnes qualités nutritives. Des fouilles archéologiques ont permis de découvrir des instruments qui permettaient autrefois de moudre les fruits pour obtenir cette farine.
Les fruits étaient trempés dans l’eau par les Cahuillas pour faire une boisson. Ces derniers pouvaient les manger frais, les conservaient en les faisant sécher au soleil pour une utilisation ultérieure ou bien encore en faisaient des confitures.